# Mapa de símbolos proporcionales
Un mapa de símbolos proporcionales es un mapa de una determinada provincia, país o continente, sobre el cual se indica determinada información cuantitativa sobre una cierta temática, asociada a determinados puntos del mapa. La información es presentada de manera gráfica utilizando símbolos cuya dimensión es proporcional a la magnitud de la cantidad representada.
Para ello el cartógrafo elige un determinado tipo de símbolo, por ejemplo cuadrado o círculo, y varía el tamaño del símbolo de acuerdo a la proporción de la cantidad que se muestra. El símbolo se ubica en el mapa en la zona de donde es representativo el dato o información. El círculo es la variable más utilizada a causa de su facilidad de construcción.

## Ejemplo
Por ejemplo para representar la población de diversas ciudades de Francia se procede a utilizar el círculo, cuyo tamaño es indicativo de la población de la ciudad sobre la cual se lo coloca. Así el mapa presentara círculos de diversos tamaños colocados sobre las principales ciudades de Francia, donde el mayor de ellos será el que corresponde a París ya que es la ciudad con mayor cantidad de habitantes.
Este método de la cartografía posee la ventaja que permite representar una cantidad de información